# Стрешнев, Василий Иванович (сенатор)
Василий Иванович Стрешнев  (1707—1782) — русский  государственный и придворный деятель, сенатор;  действительный камергер (1730), тайный советник (1740).
Внук боярина Р. М. Стрешнева.

## Биография
Родился 2 (13) марта 1707 года. Происходил из дворянского рода Стрешневых. Родился в семье  стольника И. Р. Стрешнева (1665—1738) и Натальи Львовны урождённой Вельяминовой-Зерновой (1674—1733); братья:П. И. Стрешнев, Н. И. Стрешнев; сёстры: Марфа (жена графа А. И. Остермана) и Прасковья (жена князя И. А. Щербатова)
С 1727 года камер-юнкер императора Петра II; 28 марта 1730 года был пожалован в действительные камергеры Императорского двора. В 1741 году произведён в тайные советники с назначением  сенатором Правительствующего сената. Был награждён всеми российскими орденами вплоть до ордена Святого Александра Невского пожалованного ему 10 ноября 1742 года.
После Дворцового переворота 1741 года привлекался к следствию и был отправлен в ссылку. Полностью реабилитирован был 22 сентября 1762 года Екатериной II, её волей он был восстановлен в чинах и званиях и ему был возвращён орден Святого Александра Невского.
Умер 15 (26) декабря 1782 года. Похоронен в Донском монастыре, «под папертью».